# كاثلين راسيل
كاثلين راسيل (بالإنجليزية: Kathleen Russell)‏ هي واثبة عالي جامايكية، ولدت في 31 أغسطس 1927، وتوفيت في 27 أغسطس 1969.

## وصلات خارجية
- كاثلين راسيل على موقع أوليمبيديا (الإنجليزية)